# Lokaal Liberaal Twenterand
Lokaal Liberaal Twenterand (LLT) was een lokale Nederlandse politieke partij. De partij is actief in Twenterand en is ontstaan door een fusie van de partijen VVD en Lokaal Twenterand (voorheen GemeenschapsPartij). Vanaf juni 2005 nam de LT samen met de VVD deel aan commissievergaderingen en in oktober van dat jaar vormden zij één lijst. De oprichters van deze combi-partij zijn Herman Slot en Joop Snippe (beide LT) en Freek Becker (VVD). Bij de gemeenteraadsverkiezingen 2006 behaalden zij twee zetels.

## Ontstaan van de GP
De voormalige GemeenschapsPartij (GP) werd opgericht in 1972. Onder andere Jo Niks, Jans Huiskes en Herman Schippers vonden dat de "Westerhaarse stem gehoord moest worden" in de gemeenteraad van Vriezenveen. In 1974 nam de GP voor het eerst deel aan de verkiezingen als eenmalige combinatie C en GP. Het leverde een zetel op. Gea Timmer-Rijkeboer werd het eerste vrouwelijke raadslid in de geschiedenis van Vriezenveen. In 1978 deed de GP voor het eerst zelfstandig mee aan de verkiezingen met Gea Timmer-Rijkeboer als lijsttrekker en behaalde 2 zetels.
1982 was het meest succesvolle jaar voor de GP. De partij behaalde toen drie raadszetels en leverde voor het eerst een wethouder in de persoon van wederom Gea Timmer-Rijkeboer, wier wethouderschap duurde tot 1986. De GP behield haar 3 zetels tot 2001, toen de gemeente Vriezenveen ging fuseren met Den Ham. Timmer-Rijkeboer nam in dat jaar afscheid van de gemeentepolitiek.
Hoewel de GP een linkse signatuur had, nam de nieuwe lijsttrekker Herman Slot, nadat de GP in de eerste helft van 2005 was opgeheven, het besluit om samen met Joop Snippe een nieuwe partij op te richten genaamd Lokaal Twenterand en hij komt samen met de VVD van Freek Becker met een lijst uit: LLT. De GP-kiezers volgden deze zwenking niet. Toch werd Freek Becker namens de nieuwe LLT wethouder, omdat men de verdeelde PvdA niet in het college wilde.

## Herman Slot
Het ex-boegbeeld van de GP, Herman Slot, was vanaf 1982 raadslid, tot 2005 namens de GP, daarna namens de LLT. Van april 2006 tot en met mei 2007 was hij fractievoorzitter van LLT. Op 17 november 1982 trad hij voor de eerste keer op als fractievoorzitter van de GP omdat de heer Bakhuis met zijn raadswerk stopte en Gea Timmer-Rijkeboer wethouder was geworden. Slot overleed op 17 mei 2007 plotseling aan een hartstilstand.
In een persbericht op vrijdag 8 juni 2007 maakte raadslid Trudy Witzand-van Nederpelt bekend dat zij de plaats van fractievoorzitter zou overnemen van Herman Slot. Witzand zit sinds 2001 in de gemeenteraad; eerst voor de VVD, later namens LLT. Joop Snippe zag ervan af om de vrijgekomen raadszetel in te nemen. Daarom nam Wibe Verboom, nummer 5 van de lijst, na de zomer deze plek in. Verboom was daarvoor fractievertegenwoordiger. Tijdens de Algemene Ledenvergadering van januari 2009 werd besloten dat er voor de gemeenteraadsverkiezingen van 2010 onder de naam VVD Twenterand zou worden verdergegaan. De familie Slot had hiervoor alle begrip.

## Van LT naar VB
De combinatie Lokaal Twenterand, waaruit de GP verder is gegaan, en Liberaal Twenterand eindigde in januari 2010 met onderlinge verdeeldheid tijdens de vaststelling van de kandidatenlijst van VVD Twenterand. Kandidaat en voormalig LLT-partijvoorzitter Wibe Verboom had moeite met bepaalde keuzes van de partij en besloot zich terug te trekken van de kandidatenlijst. Ook kandidaat nummer vijf, Rogé von Piekartz, trok zich terug. Op 19 januari 2010 maakte Verboom bekend mee te doen als Trots op Nederland, evenals Von Piekartz. Op 8 augustus 2012 maakte Verboom bekend dat hij voor Vriezenveens Belang de oprichtingsakte had ondertekend bij de notaris.

## Zetelontwikkeling
| Verkiezingsjaar | # partijnaam/aantal stemmen    | # gewonnen zetels        | # wethouder          |
| --------------- | ------------------------------ | ------------------------ | -------------------- |
| 1974            | GP (lijstverbinding)           | 1                        |                      |
| 1978            | GP (zelfstandig)               | 2                        |                      |
| 1982            | GP                             | 3                        | Gea Timmer-Rijkeboer |
| 1986            | GP                             | 3                        |                      |
| 1990            | GP                             | 3                        |                      |
| 1994            | GP                             | 3                        |                      |
| 1998            | GP                             | 3                        | Gea Timmer-Rijkeboer |
| 2001            | GP                             | 1 (fusie tot Twenterand) |                      |
| 2006            | LLT: 1.739 stemmen (5e partij) | 2                        | Freek Becker         |